# Мартинович, Игнац
Игнац Мартинович (венг. Mártinovics Ignác; 20 июля 1755 — 20 мая 1795) — венгерский политический деятель, один из руководителей республиканского движения «венгерских якобинцев» 1794 года, философ-естествоиспытатель, физик и химик. Доктор теологии и философии. Бывший походный священник, ставший материалистом и атеистом под влиянием французских просветителей. Профессор математики и естествознания в Буде, преподаватель семинарии в Бродах, доктор физики и философии Львовского (Лембергского) университета.

## Биография

### Священник и естествоиспытатель-атеист
Происходил из сербского рода, переселённого в Венгрию сербским православным патриархом Арсением III Черноевичем. Сын отставного офицера Матьяша Мартиновича, рано остался сиротой. В 1773 году в городе Байя (Венгрия) вступил в орден францисканцев под монашеским именем Домонкош (Доминик), в 1778 году принял сан священника. В 1779 году окончил богословский факультет университета в Буде, где начал преподавать философию и математику во францисканском монастыре. В 1780 году переведён во францисканский монастырь в город Брод (ныне Славонски-Брод в Хорватии).
Без разрешения церковных властей Мартинович покинул монастырь и в июле 1781 года занял должность полкового капеллана на Буковине, где в августе перебрался в Черновцы. Здесь познакомился с польским графом Игнацы Потоцким, в качестве секретаря которого пропутешествовал по значительной части Европе. С 1782 года вернулся с графом в Лемберг (Львов), где стал давать уроки как частный учитель, а с осени 1783 года преподавал естествознание в Лембергской академии (с 1784 года университет). 25 октября 1784 года стал деканом кафедры философии. 
Выступил как автор ряда естественнонаучных трудов. Под влиянием французского философа-материалиста Гольбаха к концу 1780-х годов перешёл на материалистические и атеистические позиции, что нашло отражение в его «Философских записках…» («Философские мемуары» — «Mémoires philosophiques, ou la nature dévoilée», 1788), хотя до конца жизни сан католического священнослужителя с себя не сложил. Был избран членом Харлемской, Мюнхенской, Стокгольмской и Петербургской академии наук. При этом в 1791 году в Пеште тщетно пытался получить должность профессора физики в университете Пешта.

### Автор памфлетов и тайный осведомитель
Противоречивая политическая деятельность Мартиновича началась с опубликования в 1790 году анонимной брошюры «Воззвание к знати и дворянам…» («Oratio ad proceres et nobiles…»), призывавшей к свержению власти аристократии и высшего духовенства. Первоначально Мартинович был сторонником просвещённого абсолютизма в духе Иосифа II и проведения буржуазных реформ сверху, надеялся добиться своих целей в борьбе против крепостников и клерикалов через сотрудничество с властями, возглагая надежды на имперское правительство Австрии. После вступления на престол Франца I отказался от монархических иллюзий, установил связи с радикальными патриотически настроенными представителями дворянской интеллигенции, стал организатором и руководителем антиавстрийского республиканского движения. В июле 1794 году был арестован, затем предан суду и казнен.
С 1791 года был завербован Францем Готтарди, стал агентом тайной полиции и осведомителем императора Леопольда II. Официально Мартинович числился придворным химиком и аббатом Сасвара, но его главным заданием было проведение ревизий в регионах, информирование властей о деятельности орденов масонов, иллюминатов и иезуитов, консультирование по противодействию оппозиции в среде венгерского дворянства. 
После вступления на престол Франца II (Ференца I на венгерском престоле) Мартинович был уволен новым императором и обратился к участию в демократическом движении. Хотя поначалу, установив весной 1793 года связи с радикальными представителями дворянской интеллигенции, Мартинович продолжал писать на неё доносы, в итоге он отказался от монархических иллюзий, что нашло своё отображение в памфлете «Открытое письмо императору», в котором подверг разгромной критике политику Франца II и выражал солидарность с идеями Великой французской революции. Так он окончательно примкнул к республиканскому движению венгерской интеллигенции.

### Революционер и «венгерский якобинец»
При участии Игнаца Мартиновича весной 1794 года были основаны два тайных общества — «Общество реформаторов» (венг. Reformerek Társasága) и «Общество свободы и равенства» (венг. Szabadság és Egyenlőség Társasága; собственно «венгерских якобинцев»). Первое состояло из представителей прогрессивного дворянства, поддерживавших умеренные реформы, призванные установить независимое венгерское государство с республиканской формой правления. Так как «Общество реформаторов» не выдвигало программы радикальных революционных преобразований, деятельность и программные принципы якобинцев из «Общества свободы и равенства» ему не оглашалась, поскольку многие антифеодальные идеи могли попросту оттолкнуть дворян из «Общества реформаторов».
Программа венгерских якобинцев распространялась в форме катехизисов, построенных по принципу «вопрос-ответ» и записываемых от руки на тетрадях. На протяжении последующих нескольких месяцев численность членов организаций, связанных с венгерскими якобинцами, достигла 300 человек, и «Общество свободы и равенства» перешло непосредственно к планированию антигабсбургского заговора. К нему были привлечены Йожеф Гайноци, отставной гусарский капитан Янош Лацкович, Йожеф Сентмарьяи и граф Якаб Шираи, возглавившие тайные организации. Совместно с Мартиновичем они составляли Директорию, которой предстояло возглавить восстание.

### Арест и казнь
Деятельность венгерских якобинцев стала известной австрийской тайной полиции, арестовавшей в июле 1794 года Мартиновича и вышедшей через него не только на след остальных заговорщиков, но и на их связи с международным революционным движением (действия арестованного Мартиновича расценивались многими его товарищами как предательство). За «оскорбление императора» и «предательство родины» (государственную измену) 50 якобинцев были осуждены австрийским судом. В первую очередь, это были руководители якобинцев, но кроме них, перед судом предстали и случайные люди, «вина» которых исчерпывалась чтением тайной литературы (катехизисов), распространяемой революционерами. Находясь под давлением императорского двора, суд вынес 18 смертных приговоров, семь из которых были приведены в исполнение.
Игнац Мартинович и четыре директора были казнены на плахе 20 мая 1795 на лугу близ Буды, носящем с этого времени название Кровавого поля, с почти средневековой жестокостью.

## Сочинения

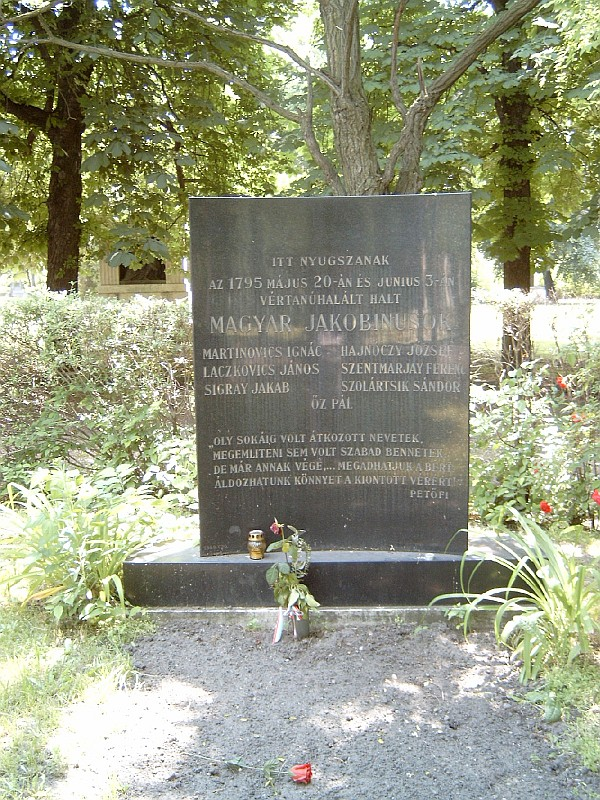
Захоронение венгерских якобинцев на будапештском кладбище Керепеши

- Философские записки // Избранные произведения венгерских мыслителей: конец XVIII — середина XIX в. М., 1965.
- Theoria generalis aequati onum omnium graduum, novis illustrata formulis, ac juxta principia sublimioris calculi finitorum deducta. Buda, 1780
- Tentamen publicum ex mathesi pura. Buda, 1780
- Systema universae philosophiae. Essekini, 1781
- Dissertatio physica de iride et halone. Leopoli, 1781. Két táblarajzzal
- Dissertatio de harmonia naturali inter bonitatem divinam et mala creata, ad celeberrimam Hollandiae academiam Leidensem transmissa et nunc primum elucubrata, u. o., 1783
- Dissertatio de micrometro, ope cuius unus geometricus dividitur in 2.985,984 puncta quinti ordinis. Pestini, 1784, két táblarajzzal
- Dissertatio physica de altitudine atmospherae ex observationibus astronomicis determinata et anno 1785, edita Leopoli, egy táblarajzzal
- Praelectiones physicae experimentalis, u. o. 1787, két kötet, két táblarajzzal (A III. kötet kéziratban maradt)
- Memoires philosophiques ou la nature devoilée, London, 1788 (анонимно) Digitális változata a MEK-ben
- Physiologische Bemerkungen über den Menschen. St.-Petersburg, 1789
- Discussio oratoria in eos, qui in librorum censuram invehuntur. Hely és év n. (анонимно)
- Oratio ad proceres et nobiles regni Hungariae 1790. idibus Aprilis conscripta, et Vindobonae supressa, nunc primum in lucem prodit. Typis Parisinis. Germania. (анонимно)
- Oratio funebris quam praesente cadavere perillustris ac clarissimi domini Aloisii de Capuano s. r. i. equitis … nuper praxevs clinicae professoris p. o. nunc vero c. r. universit. Leopolitanae rectoris magnifici dixit post solemnes exequias ab ill. episcopo suffraganeo … in ecclesia cath. decnatatas Ign. Jos. de Martinovich … dei 19. Martii anno 1791, Leopoli
- Testament politique de l'Empereur Joseph II. Roi des Romains. Vienne et chez les principaux libraires de l'Europe 1791. Két kötet (анонимно)
- Oratio pro Leopoldo II. rom. imp. aug. Hungariae, Bohemiae etc. rege ab hungaris proceribus et nobilibus accusato anno 1792. elucubrata. Germania, (анонимно), 1792
- Status regni Hungariae anno 1792. Hely n. (анонимно)
- Franczia Catechesis 1795. (Fraknói, Martinovics c. munkájának Függeléke)